# Where Are You Now, My Son?
| Recensione | Giudizio |
| ---------- | -------- |
| AllMusic   | [ 1 ]    |

Where Are You Now, My Son? è un album discografico di Joan Baez, pubblicato dall'etichetta discografica A&M Records nel maggio del 1973.

## Tracce
Tutte le tracce composte da Joan Baez tranne dove indicato.
Lato A
1. Only Heaven Knows (Ah' the Sad Wind Blow) – 2:34
2. Less Than the Song – 3:28 (Hoyt Axton)
3. A Young Gypsy – 3:35
4. Mary Call – 3:31 (Mimi Fariña)
5. Rider, Pass By – 4:11
6. Best of Friends – 3:23 (Mimi Fariña)
7. Windrose – 3:40

Lato B
1. Where Are You Now, My Son? – 22:47

## Musicisti
- Joan Baez - chitarra, pianoforte, voce
- Mimi Fariña - chitarra, voce
- Grady Martin - chitarra
- Pete Wade - chitarra
- Reggie Young - chitarra
- David Briggs - pianoforte
- Norbert Putnam - basso
- Mike Leech - basso, arrangiamenti strumenti a corda
- Jerry Carrigan - batteria

Note aggiuntive
- Joan Baez - produttore
- Norbert Putnam - produttore (solo Lato A)
- The Fifteen Flying Fingers di Henry Lewy (solo Lato B)
- Registrato al Quadraphonic Sound Studios di Nashville, Tennessee ed al A&M Studios di Hollywood, California
- Lee Hazen - ingegnere delle registrazioni
- Henry Lewy e Norbert Putnam - ingegneri del remixaggio
- Roland Young - art direction
- Barry Romo - fotografie (Foto copertina frontale dell'album scattata il 19 dicembre 1972 in un American POW Camp di Hanoi)[2]